# Visconde de Paranaguá

Armas do marquês de Paranaguá, as mesmas da família Barbosa.

Visconde de Paranaguá foi um título nobiliárquico do Império do Brasil, criado por Pedro I do Brasil por decreto em 12 de outubro de 1825, a favor de Francisco Vilela Barbosa. O título faz referência à cidade de Parnaguá.

## Titulares
1. Francisco Vilela Barbosa (1769—1846) — 1.º marquês de Paranaguá;
2. João Lustosa da Cunha Paranaguá (1821—1912) — 2º marquês de Paranaguá.